# The Firm (együttes)
The Firm volt a neve annak a supergroupnak, amelyet Jimmy Page alapított 1984-ben, a Led Zeppelin utáni első komolyabb együtteseként Paul Rodgers (ex Bad Company) énekessel. A basszusgitáros Tony Franklin (ex Roy Harper) és a dobos Chris Slade (ex Manfred Mann's Earth Band, Uriah Heep stb.). Eredetileg Bill Bruford és Pino Palladino lettek volna a kiválasztott társak a dobosi és basszusgitárosi posztra, de mindketten szerződéssel rendelkeztek más zenekaroknál.
Page és Rodgers nem akartak a régi sikerekből élni, ezért új hangzásvilágot és új stílust hoztak létre a Firmben. Ennek ellenére az első két koncertjükön (1984. november 29. Middlesbrough, Városháza, december 9. London, Hammersmith Odeon) Rodgers néhány korábbi számát is előadták, valamint nem hiányozhatott Page védjegye, a hegedűvonós gitárszóló. 1985 február–májusban az Amerikai Egyesült Államokban, május második felében az Egyesült Királyságban koncerteztek. Utolsó, harmadik koncertturnéjuk az Egyesült Államokban 1986 március–májusban volt.
Az első album egyik dalának Midnight Moonlight lett a címe, ami egy kiadatlan Led Zeppelin szám címe volt. Erre a kritika válasza az volt, hogy Page kezd kifogyni az ötletekből, ezért is oszlottak fel két kiadott album után. A zenekar sajtóközleményben cáfolta ezt azzal, hogy eleve két lemez elkészítésére álltak össze, így tervszerű volt a felbomlás. Page és Rodgers ezután ismét szólóalbumok felvételébe kezdett, Slade az AC/DC-be távozott, Franklin pedig csatlakozott a Blue Murder együtteshez.

## Diszkográfia
- The Firm, LP. 1984
- Mean Business, LP. 1986

## Fordítás
- Ez a szócikk részben vagy egészben  a   The Firm (rock band) című angol Wikipédia-szócikk ezen változatának fordításán alapul.  Az eredeti cikk szerkesztőit annak laptörténete sorolja fel. Ez a jelzés csupán a megfogalmazás eredetét és a szerzői jogokat jelzi, nem szolgál a cikkben szereplő információk forrásmegjelöléseként.